# Danyiil Vjacseszlavovics Kvjat
Danyiil Vjacseszlavovics Kvjat (oroszul: Даниил Вячеславович Квят; Ufa, 1994. április 26. –) orosz autóversenyző, a 2012-es Formula Renault 2.0 NEC második helyezettje, a 2013-as GP3-szezonjának bajnoka. 2014-ben szerződtette a Toro Rosso Formula–1-es csapata, ahol a francia Jean-Éric Vergne csapattársaként versenyzett.
A 2014-es japán nagydíj sajtótájékoztatóján a Red Bull bejelentette, hogy a négyszeres világbajnok Sebastian Vettel elhagyja az osztrák istállót, helyére a fiatal orosz versenyzőt szerződtetik.
2016 május 5-én visszaküldték a Toro Rossóhoz, a helyét pedig Max Verstappen foglalta el, miután az orosz csalódást keltő teljesítményt nyújtott hazai Formula–1-es futamán. 2018-ban a Ferrari leigazolta  a csapat fejlesztőpilótájának, valamint a 2018-as kanadai nagydíjon ő volt a csapat tartalékversenyzője. A 2018-as orosz nagydíjon bejelentették, hogy a 2019-es szezonban visszatér a Toro Rossóhoz.

## Pályafutása

### Formula–1

#### Toro Rosso (2013-2014)
2013 októberében jelentették be, hogy a 2014-es szezonban a Scuderia Toro Rosso csapatánál Jean-Éric Vergne csapattársa lesz.

##### 2014 - A debütáló év

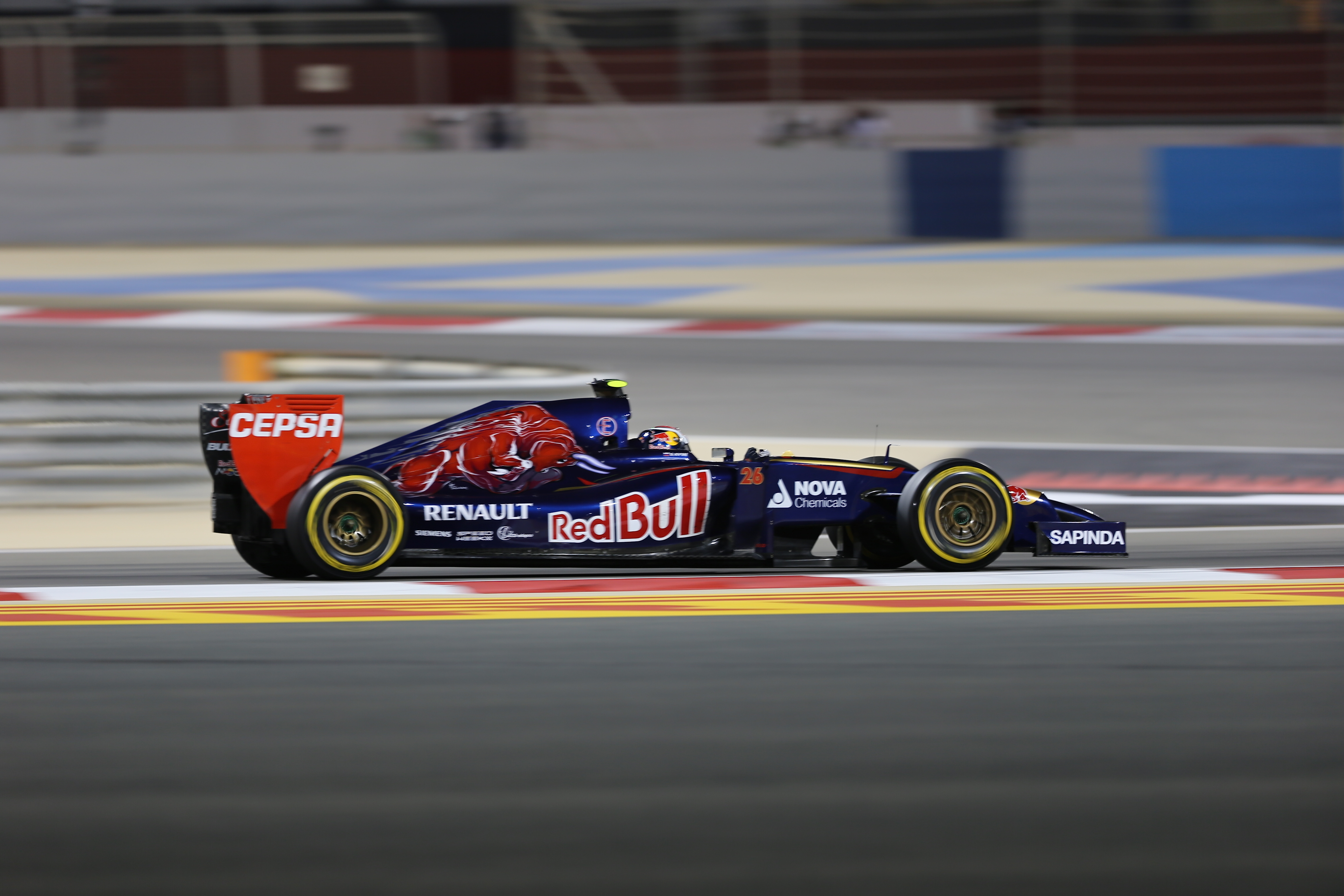
A 2014-es bahreini nagydíjon

Élete első Formula–1-es időmérő edzését az ausztrál versenyhétvégén teljesítette, ahol a 8. helyet szerezte meg, megelőzve Felipe Massát az esős kvalifikáción. A futam elején csapattársa Jean-Éric Vergne és Valtteri Bottas is könnyen megelőzte. A verseny alatt végig pontszerző helyen haladt. A 41. körben Kimi Räikkönen támadta, azzal a céllal, hogy megelőzze, de végül ez nem sikerült neki. A 10. helyen intették le, de mivel a futamot követő pár órában kizárták Daniel Ricciardót, így előre lépett a 9. helyre. Kvyat lett minden idők legfiatalabb F1-es pontszerzője, amivel Sebastian Vettel rekordját 2007-ből döntötte meg 19 évesen, 10 hónaposan és 18 naposan. A maláj versenyhétvégén az esős kvalifikáción a 11. legjobb időt érte el. A futamon a verseny vége felé a Lotus F1 Team francia pilótája, Romain Grosjeannal harcolt az utolsó 10. pontszerző helyért, amit sikeresen megvédett, így élete második Formula–1-es versenyén is pontot szerzett.
Bahreinben a 13. helyre kvalifikálta magát, de Daniel Ricciardo 10 helyes rajtbüntetését követően egy helyet előrébb lépett, a másnapi futamon Kimi Räikkönen mögött a 11. nem pontszerző helyen ért célba. Kínában az esős kvalifikáción a 13. rajthelyet szerezte meg, majd a másnapi száraz körülmények között megrendezett versenyen a rajtot követően a 11. helyre jött fel. Az utolsó pontszerző helyen intette le a kockás zászló, amivel Jean-Éric Vergnet legyőzte és négyből a harmadik versenyen szerezhetett pontot. A spanyol nagydíj kvalifikációján a 13. legjobb időt érte el ő. Egy helyet előre lépett a rajtkockán, miután Vettel autójában váltóhiba történt, ami következtében váltócserét végeztek az Red Bull RB10-ben, így 5 helyes rajtbüntetést kapott a német négyszeres világbajnok.

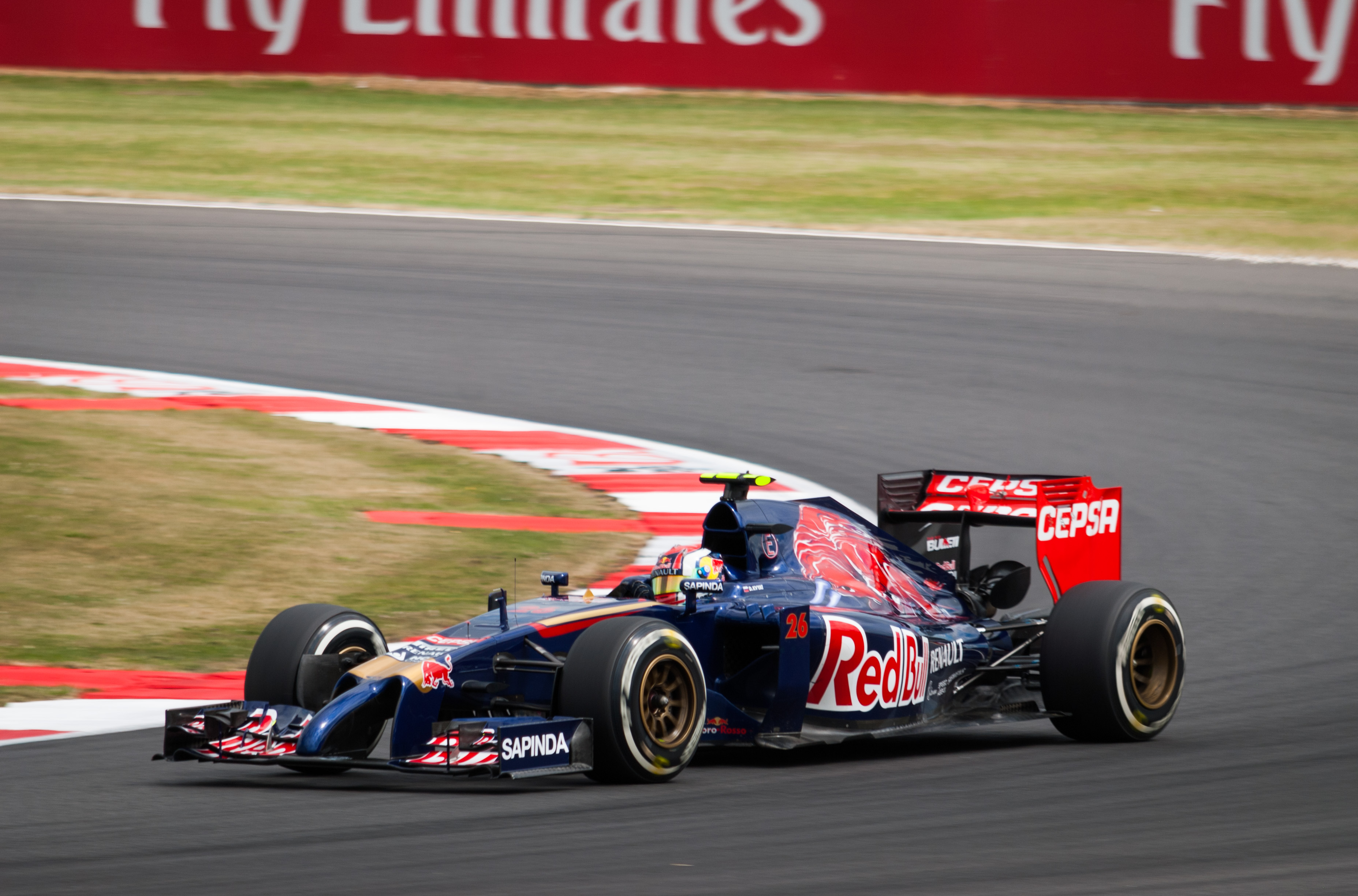
A 2014-es brit nagydíjon

A monacói versenyhétvégén az időmérő edzés első szakaszában a 19-es kanyarnál akadályozta Maldonadót ezért figyelmeztetést kapott a versenybíráktól. Az időmérőn végül a 9. legjobb időt autózta. A futamon a 14. helyen ért célba, amiért nem járt pont. A versenyt a 12. körben kiállt a boxba és feladta a versenyt a kipufogó meghibásodása miatt. Kanadában a kvalifikáción a 15. legjobb időt érte el, majd a versenyen a 10. körben megpördült az első kanyarban, majd a 15. körben megelőzte Esteban Gutiérrezt. Három körrel később Felipe Massa az utolsó sikán előtti egyenesben megelőzte. Az 57. körben a váltó műszaki meghibásodása miatt volt kénytelen idő előtt befejezni a versenyt. A visszatérő osztrák nagydíj kvalifikációján a 7. legjobb időt érte el. A futamon a rajtot követően vissza esett a 10. pozícióba, majd a 11. körben az 5-ös kanyar külső ívén előzte meg a Red Bull RB10-et vezető  Daniel Ricciardót. A 26. körben a kavicságyban kötött ki az 5-ös kanyarnál. Az orosz a csapatrádión azt jelentette, hogy a fékekkel volt baj, ami egyben a futamának a végét jelentette. A brit nagydíjon az esős időmérő edzés a 9. rajthelyet szerezte meg, majd a futamot ugyanezen pozícióba fejezte be.
A német nagydíj időmérő edzésén a 8. legjobb időt érte el. A versenyen a rajtot követően a biztonsági autó a pályára jött Felipe Massa balesettét követően és a 7. helyen haladt ekkor Kvjat. A 9. körben a 8-as kanyarban kívülről próbálta megelőzni Pérezt, de kipördült és Lewis Hamilton megelőzte ezt kihasználva. A 45. körben véget ért a versenye, mivel kigyulladt az autója olaj szivárgás miatt. Ő maga gyorsan kipattant az autóból és sérülés nélkül megúszta. A magyar nagydíj versenyhétvégéjének időmérő edzésén az utolsó körben megpördült, ami következtében csak a 11. legjobb időt érte el. A másnapi versenyen a felvezető kör megkezdésekor a rajtrácson ragadt, így a boxutcából kellett rajtolnia, ahonnan Kevin Magnussen és Lewis Hamilton is rajtolt. Végül 1 kör hátrányban a 14. helyen fejezte be a versenyt. A belga nagydíj esős időmérő edzésén a 11. legjobb időt érte el csapattársát, Jean-Éric Vergnet megelőzve. A futamon a rajtot követően pontszerző helyen haladt végig a futamon, majd a 10. helyen intették le a kockás zászlóval. A verseny utáni órákban Kevin Magnussen büntetése miatt egy helyett előre lépve a 9. helyen végzett.

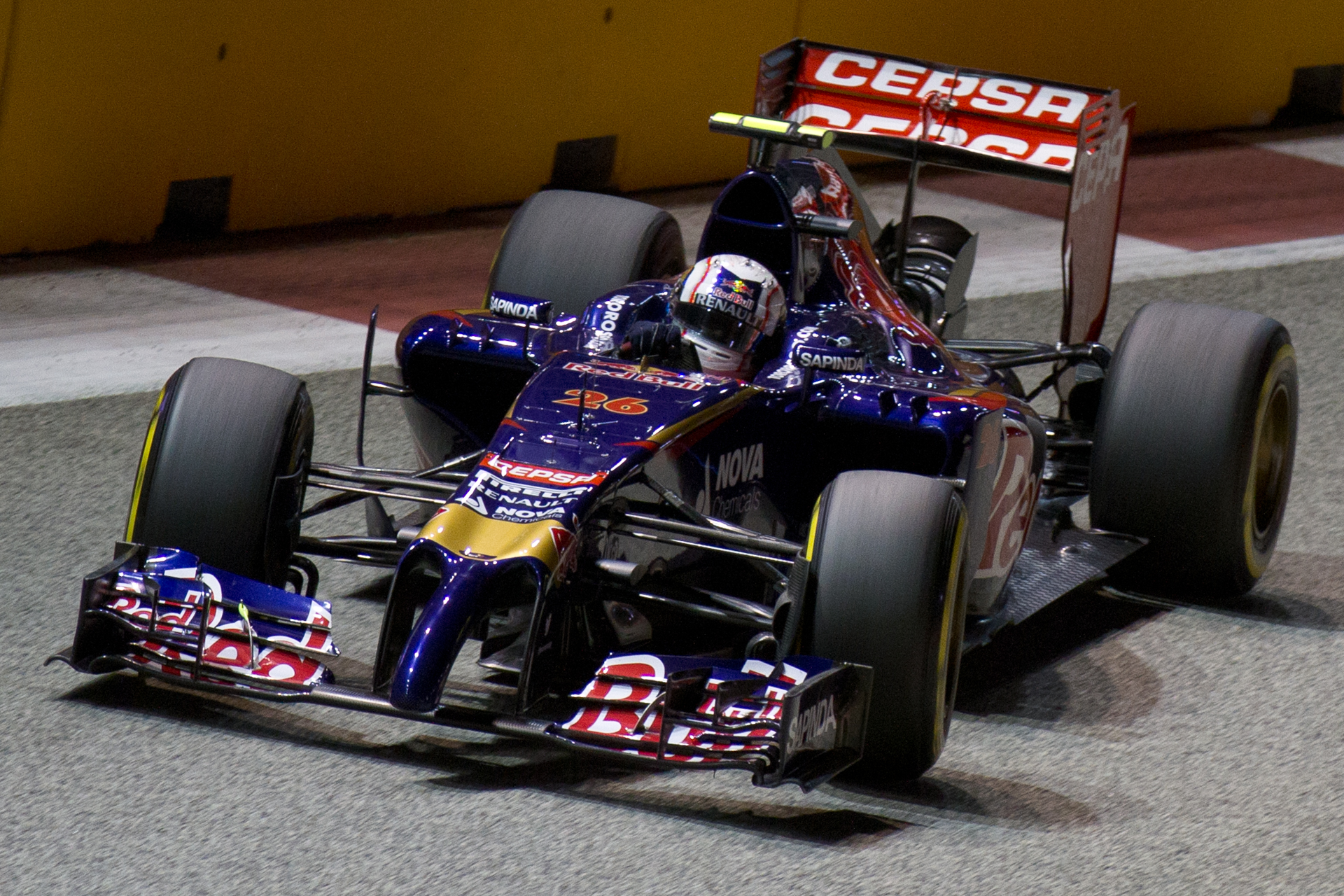
A 2014-es szingapúri nagydíj 2. szabadedzésén

Az olasz nagydíj időmérő edzésén a 11. időt érte el, de mivel autójában erőforrást kellett cserélni, és mivel ezzel túllépte az engedélyezett évi keretet, ezért 10 rajthelyes büntetést kapott. A futamon a 46. körben az egyenesben remek el előzéssel megelőzte Nico Hülkenberget, majd az 52. körben kis híján telibe trafálta a célegyenes végén Kimi Räikkönent, de meg tudta fogni bravúrosan a csúszkáló Toro Rossót, végül a 11. helyen ért célba. A szingapúri nagydíj kvalifikációs edzésén a 10. időt érte el. A másnapi versenyen több kisebb probléma ellenére befejezte a versenyt a 14. helyen. A japán versenyhétvégén Sebastian Vettel bejelentette, hogy a szezon végén távozik a Red Bulltól, helyére a csapat Kvjatot lépteti fel. Az időmérő edzésen a 13. időt érte el, de csapattársa motorcseréje miatt egy helyett előre lépett a rajtrácson. Az esős másnapi versenyen a biztonsági autó mögül rajtolt a mezőny. A 46. körben Jules Bianchi balesete miatt megszakították a versenyt, így a 11. helyen intették le. Az első orosz nagydíj hétvégén az 5. legjobb időt érte el a kvalifikáción. A versenyen az 5. körben kisebb koccanás történt csapattársával, aminek következtében Kimi Räikkönen megelőzte őt. A versenytáv felénél Kvjat autója elkezdett vibrálni, ami miatt a boxba ment. Egy kör hátrányba intették le hazai versenyén a 14. helyen.
Az amerikai versenyhétvégén az időmérőn a 14. helyet szerezte meg, de mivel motort cseréltek előtte az autójában, így 10 rajthelyes büntetést kapott. Ennek következtében a 17. helyről rajtolhatott el, mivel Sebastian Vettel autójába teljes egészében új erőforrást szereltek be, ezért a boxutcából kellett rajtolnia a németnek. A futamon a rajtot követően egyre előrébb verekedte fel magát, majd a 20. kör elején már a 6. helyen haladt. A 49. körben megelőzte őt Kimi Räikkönen a 12-es kanyarban, de az orosz nem hagyta magát, is visszaelőzte a finn világbajnokot.  Két körrel később Kvjat hibázott a 19-es kanyarban, ezt Räikkönen kihasználva ismét megelőzte őt. Végül a 15. helyen ért célba 1 kör hátrányban. A brazil nagydíj időmérő edzésén a 14. helyet szerezte meg, miután a Q2-ben nem teljesített mért időt. Az előző nagydíjon az autójában motort kellett cseréni és mivel akkor nem tudta teljes egészében letölteni ezt a büntetését, ezért ezen a nagydíjon további 7 rajthelyes büntetést kapott. A versenyen a rajtot követően hamar előre lépett a pontszerző helyekre. Végül a 11. helyett szerezte meg Valtteri Bottas mögött. A szezonzáró dupla pontos abu-dzabi nagydíj kvalifikációján a 7. időt érte el, de a Red Bull autóin használt első szárnyelemet szabálytalannak minősítette a Nemzetközi Automobil Szövetség, így Daniel Ricciardo és Sebastian Vettel eredményét is törölték. Ezután két hellyel előrébb lépett a rajtrácson. A versenyen az 5. körben megelőzte Kimi Räikkönent a 12-es kanyarban. A 16. körben végett ért a versenye, miután a 21-es kanyarban állt félre az autójával. műszaki hiba miatt. Az összetett bajnokságban a 15. helyen zárt a megszerzett 8 világbajnoki pontjával.

#### Red Bull (2015-2016)
2014 októberében bejelentették, hogy a Red Bull Racing pilótája lesz a 2015-ös szezonra Daniel Ricciardo csapattársaként, miután a négyszeres világbajnok Sebastian Vettel a Scuderia Ferrari csapatához igazolt.

##### 2015 – Az első dobogó

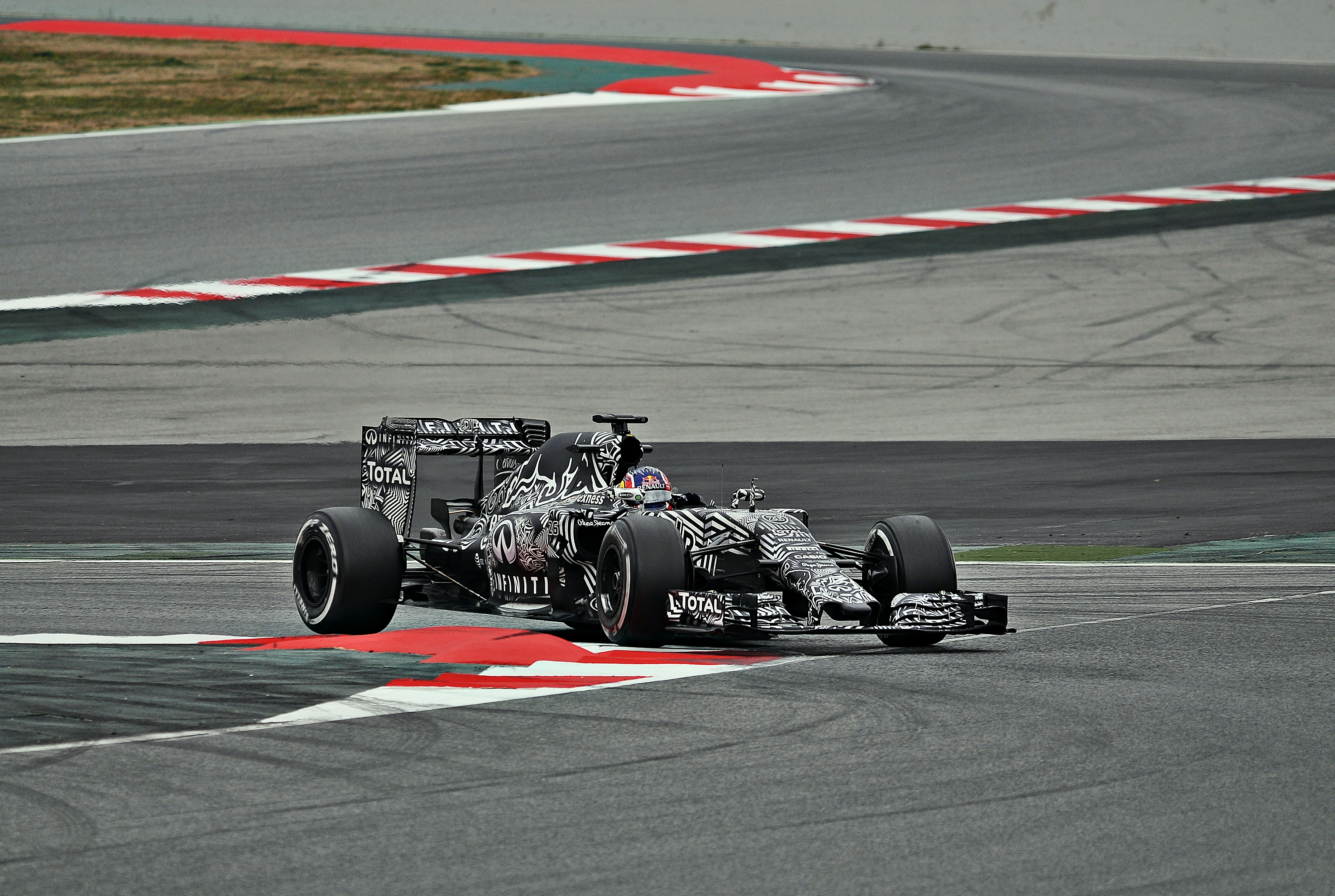
Kvjat a szezon előtti barcelonai teszten.

Az ausztrál nagydíj időmérő edzésén a 13. legjobb időt érte el, miután a Q1-ben az autójában a vezetékekkel adódott probléma a harmadik edzés során, amit csak az időmérő kezdete utánra tudtak teljesen helyrehozni. Az orosz végül ki tudott hajtani a pályára az utolsó percekben, de ez kevésnek bizonyult. A másnapi futamon már a start előtt a felvezető körbe a sebességváltó megadta magát az autóban, így nem tudott részt venni a versenyen. A maláj versenyhétvégén az időmérőedzésen csapattársa, Daniel Ricciardo mögött az 5. rajtkockát érte el. A futamon a rajtot követően Felipe Massa megelőzte őt. A 18. körben megelőzte Ricciardót, amivel feljött a 7. helyre. A 26. körben Hülkenberg mögött a két Red Bull csatázott. Ricciardónak szóltak, hogy romló fékjei miatt engedje el Kvjatot. A célegyenes végén Hülkenberget támadták, Kvjat Ricciardó elé került, de koccant a némettel, megpördült, és végül visszaesett a sorrendben. Pár körrel később viszont sikeresen megelőzte Hülkenberget. A futamot végül a 9. helyen fejezte be, megelőzve a 10. Ricciardót.
A kínai versenyhétvégén az időmérőn a 12. helyet érte el, megelőzve a két Toro Rossót. A futamon a rajtot követően tapadási problémákkal küszködött. A 16. körben elfüstölt az autója, motorhiba miatt volt kénytelen feladni a futamot. Bahreinben az időmérő edzésen a 17. helyet szerezte meg, ennek oka az újabb technikai hiba az autóban. A futamon a rajtot követően a 15. helyre jött fel. A verseny vége felé feljött a pontszerző helyekre, majd végül 1 kör hátrányban a 9. helyen fejezte be a futamot. A spanyol időmérőn a 8. legjobb időt ért el, megelőzve a 10. helyen végző csapattársát. A futamon a rajtot követően vissza esett a 13. helyre. A 23. körben a célegyenes végén megelőzte Verstappent a 9. helyért. A 66. körben Sainz az 1-es kanyarban megelőzte őt, úgy hogy koccantak a kanyar előtt, majd a spanyol levágta a kettes kanyart. Végül a versenyt a 10. helyen fejezte be, ezzel 1 világbajnoki pontot szerzett. A monacói kvalifikációján csapattársa mögött az 5. legjobb időt érte el. A futamon a rajtot követően már a 3. helyen autózó Sebastian Vettelt szorongatta, de egy merész fékezés után csapattársa, Daniel Ricciardo elé jött be, ezzel 4. helyen haladt. A verseny vége felé a csapat szólt neki, hogy engedje el a szuperlágyon mögötte haladó Ricciardót, így visszaesett az 5. helyre. Az utolsó körben Ricciardónak szóltak, hogy adja vissza a helyét Kvjatnak, ha nem tud előzni mást, így pályafutása legjobb eredményét érte el. Kanadában az időmérőn a 8. legjobb időt érte el és megelőzte a közvetlen mögötte lévő csapattársát. A futamon mindvégig pontszerző helyen haladt, leginkább a 9. helyen. A versenytáv vége fele Romain Grosjean egyre közelebb került hozzá és a 61. körben előzési kísérletet tett, de Kvjat remekül védekezett, végül a 9. pozícióban intették le.

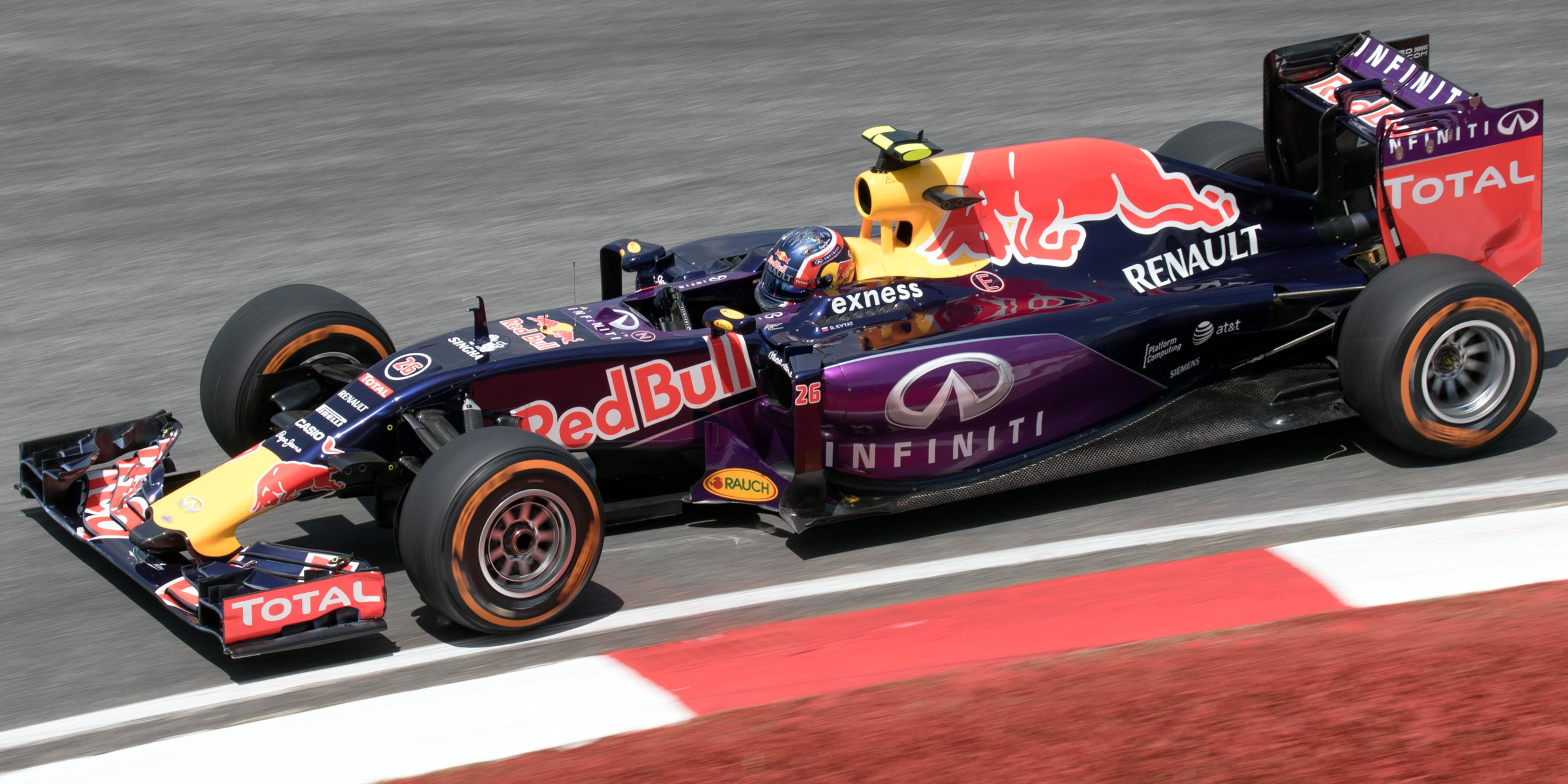
Kvjat a 2015-ös maláj futamon.

Az osztrák nagydíj hétvégén a kvalifikáción a 8. helyet érte el, de mivel 10 rajthelyes büntetést kapott új belsőégésű motor cserélése miatt, és ezzel túllépte az engedélyezett 4 erőforrás/éves keretet vissza sorolták a 18. helyre. Ezt a rajt pozíciót nem foglalhatta el, mert előrébb került a 15. helyre csapattársa hasonló büntetése miatt, valamint Fernando Alonso és Jenson Button 25-25 helyes rajtbüntetése miatt. A rajtot követően már az első körben koccanás miatt a boxba kellett mennie szárny cserére. A 18. körben a csapat szólt neki, hogy sérült a kasztni a futam elején. A 29. körben annyira szenvedett már az autó irányíthatóságával, hogy Max Verstappen könnyedén megelőzte őt és ezzel kiszorult a top 10-ből. 2 körrel később Romain Grosjean is elment mellette. A 41. körben Felipe Nasr és Pastor Maldonado is  elsőre megelőzték őt. A versenyt végül 1 kör hátrányban a 12. helyen fejezte be. A brit versenyhétvégén az időmérő edzésen a két Scuderia Ferrari mögött a 7. legjobb időt érte el. A másnapi versenyen a rajtot követően egy helyet csúszott vissza, de hamar megelőzte Sebastian Vettelt. Az esőzést követően a 6. helyen haladt a verseny végén, majd ebben a pozícióban is intették le. A magyar versenyhétvégén a kvalifikáción a 7. időt érte el. A futamon a rajtot követően feljött az 5. helyre, majd nem sokkal később Nico Hülkenberg megelőzte őt. Az 50. körben már az 5. helyen haladt, majd pár körrel később Kimi Räikkönen boxba menetelét követően előrébb lépett a 4. pozícióba. A 64. körben Ricciardo az 1-es kanyarban ütközik Nico Rosberggel, aki bal hátsó defektet kapott, így mindketten a boxba kényszerültek. Ennek köszönhetően Kvjat feljött a 2. helyre. Két körrel később 10 másodperces büntetést kapott pályaelhagyás miatt, de ennek ellenére meg tudta tartani pozícióját, így élete első dobogóját szerezte meg a Formula–1-ben.
Belgiumban az időmérő edzésen a 12. időt érte el. A versenyen a rajtot követően feljött a 9. helyre, majd a 6. körben megelőzte Massát, ezzel a 8. helyen haladt. A 36. körben megelőzte Kimi Räikkönent, majd üldözőbe vette Massát. A 40. körben el is ment a brazil pilóta mellett, egy körrel később Sergio Pérezt is megelőzte. A 42. körben Vettel jobb hátsó defektet kapott az Eau Rouge után, ezzel feljött a 4. helyre Kvjat, ahol be is fejezte a versenyt. Monzában az időmérő edzésen a 14. időt érte el, de összesen 35 rajthelyes büntetést kapott, miután a hetedik motort és a hatodik turbófeltöltőt, valamint új sebességváltót szereltek be az autójába. A többi pilóta büntetése miatt végül a 18. rajtkockából rajtolhatott el a futamon. A versenyt az utolsó pontszerző 10. helyen fejezte be 1 kör hátrányban. Szingapúrban a kvalifikáción a 4. legjobb időt érte el. A 12. körben kijött új gumikért a boxba. A két Mercedes megelőzte a bokszkiállások során Kvjatot. Bejött a biztonsági autó, a hármas kanyarban Massa és Hülkenberg balesete miatt, amivel Kvjat sokat vesztett. Végül a 6. helyen fejezte be a versenyt. Japánban az autóját újjá kellett építeni az időmérő edzésen követően, ezért csak a boxutcából rajtolhatott balesettét követően. A futamon a 23. körben fékgondjai voltak elöl, a 11-es kanyarnál, majd 2 körrel később szélesre vette a pályát a 13-as kanyarban. Az 50. körben kört kapott Raikkönentől, ment mögötte, majd amikor a finn elment a Sauber mellett, ő is így tett, végül a 13. helyen végzett. Oroszországban az időmérő edzésen a 11. helyett szerezte meg, majd a másnapi versenyen a rajtot követően előrébb került a 7. helyre, végül az 5. helyen intették le hazai futamán.

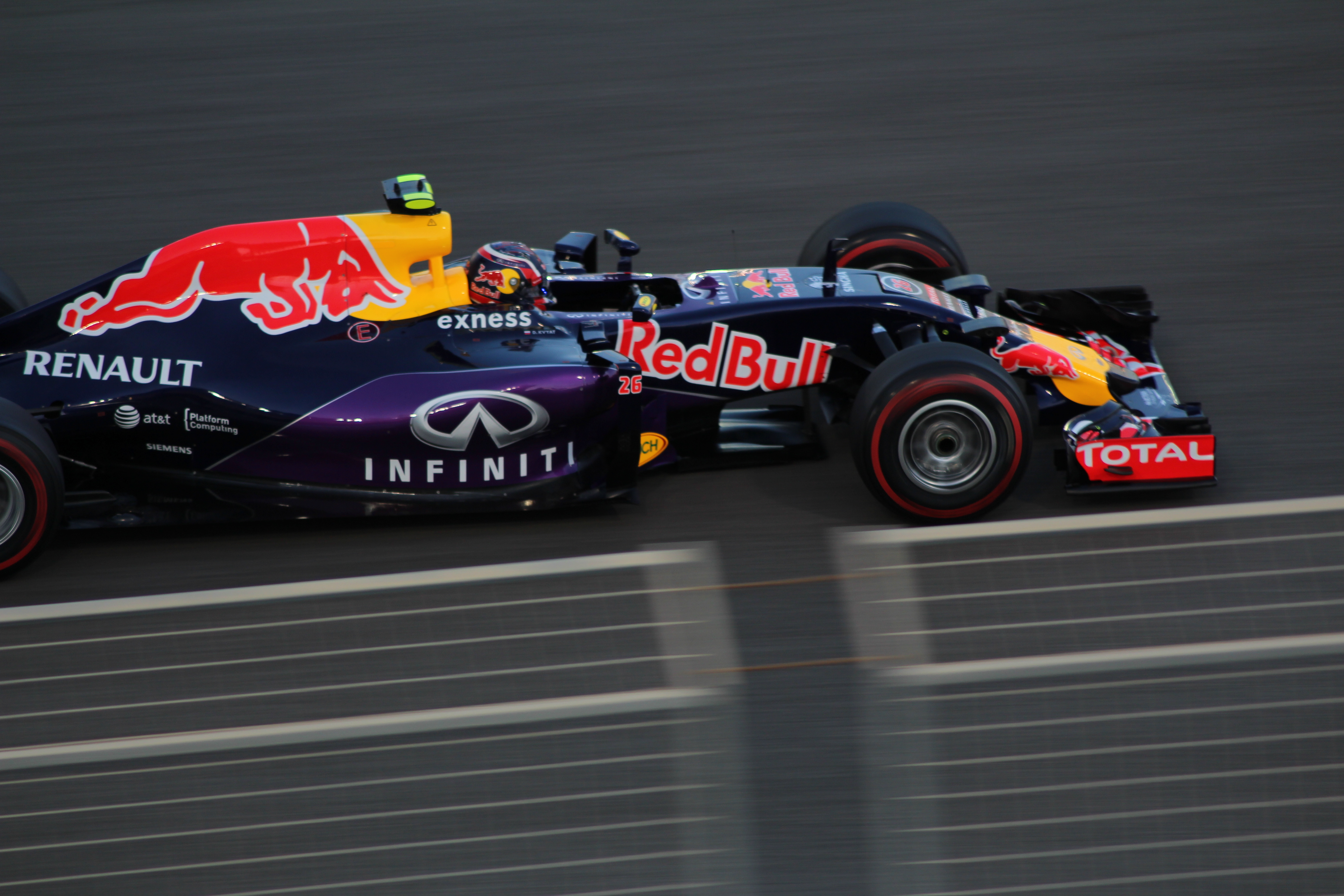
Kvjat a 2015-ös abu-dzabi futamon.

Amerikában a csonka kvalifikáción a 4. legjobb időt érte el csapattársa mögött. A verseny rajtja után feljött a 2. helyre Lewis Hamilton mögé. Ezután szorosan tapad Hamiltonra, de az egyenesekben nem tudott támadni. Az 5. körben megpróbálta megelőzni, de elfékezte magát az egyes kanyarban. A virtuális biztonsági autós szaksz végén az újraindítást követően nem jól kapta el a tempót és Nico Rosberg megelőzte őt. A 13. körben a célegyenes előtt bement Rosberg mellék, de szélesre vette a pályát, nem lett meg., majd Ricciardo mellé jött vissza, de visszaesett a negyedik helyre. A boxkiállások után a 22. körben Hamilton elment mellette új abroncsain. A Red Bull Racing vizes pályára volt beállítva, így szárazon nagyon szenvedtek és ezt kihasználva Vettel meg is előzte őt. A 33. körben az újraindítás után a célegyenes végén elfékezte magát, kisodródott, Vettel ismét elment mellette. A következő körben Max Verstappen is megelőzi az oroszt. A 42. körben az utolsó kanyar előtt megpördült, és a orral szalagkorlátnak csapódott. Mexikóban a 4. időt érte el az időmérőn megelőzve Daniel Ricciardót. A rajtot követően úgy tűnt, hogy tudja tartani a lépést a Mercedesekkel, de végül egyre jobban szakadt le róluk. Sokáig a 3. helyen haladt, míg nem az 57. körben az újraindítás után Valtteri Bottas megelőzte őt. Ezek után megőrizte 4. helyét és ebben a pozícióban intették le. Brazíliában a 7. időt érte el, de miután Valtteri Bottas a pénteki második szabadedzésen piros zászló hatálya alatt előzte meg Felipe Nasr autóját, ezért 3 rajthelyes büntetést kapott, így előrébb került egy hellyel a rajtrácson. A futam 10. körében Nico Hülkenberg hamarabb cserélt kereket, aminek következtében meg tudta őt előzni. A 21. körben könnyedén megelőzte Pastor Maldonadót. A verseny további szakaszában próbálta a
Hülkenberget támadni, de sikertelenül, végül a 7. helyen ért célba. A szezon utolsó versenyén a 9. helyre kvalifikálta magát, míg csapattársa az 5. helyre. A 13. körben megelőzte Marcus Ericssont, az 52. körben pedig Romain Grosjean előzte meg őt. Ennek köszönhetően a 10. helyen ért célba. Az összetett bajnokságban a 7. helyen végzett 95 ponttal, mögötte csapattársa végzett 92 ponttal.

#### 2016
Az idény során maradt a csapatnál és továbbra is Daniel Ricciardo maradt a csapattársa. A szezon első időmérő edzésén Ausztráliában már a Q1-ben kiállni kényszerült, miután az első körében forgalomba került, majd a másodikon körén a gumik veszítettek a teljesítményükből. Végül a 18. időt érte el az új időmérős rendszer során. Kvjat nem jutott el a rajtkockájába, megállt a célegyenesben. Újabb felvezető körre indult a mezőny. Az orosz kiszállt a Red Bullból, így elsem indult a versenyen. A futam így 58 helyett 57 körös lett. Bahreinben a kvalifikáción a 15. időt érte el, míg csapattársa 5. lett. A futamon a 14. körben Kimi Räikkönen előzte meg őt, majd a 33. körben Romain Grosjean is elment mellette. Ez idő alatt szinte végig a pontszerző helyek egyikén haladt. A futam vége felé Valtteri Bottasszal csatázot a nyolcadik helyért, majd miután ebből győztesen jött ki üldözőbe vette a másik Williams pilótát. Az utolsó előtti körben Nico Rosberg lekörözte Massát, aki Kvjattal csatázva visszatámadott, majdnem visszavette a körét, de az orosz aztán megelőzte a brazilt. Ezután leintették a versenyt és Kvjat a 7. helyen ért célba. Kínában az időmérő edzésen a 6. legjobb időt érte el, míg Daniel Ricciardo a 2. lett. A rajtnál Ricciardo lerajtolta a pole pozíciós Nico Rosberget, mögöttük Kvjat feljött a két Ferrarira, Vettel és Räikkönen összeért, a finn megpördült. Ezzel feljött a 3. helyre az orosz versenyző. A biztonsági autós szakaszt követően Wehrleint és Gutiérrezt is megelőzte, majd a hátsó egyenesben Alonso mellett is elment. A 12. körben a hátsó egyenesben megelőzte Massát, a frissebb lágy gumikon halad a második helyen, 7 másodpercre volt már Rosbergtől. A 30. körben hiába érte utol Vettel Kvjatot, nem tudta megelőzni. A kerék cserék után a német a hátsó egyenesben megelőzte az oroszt. A harmadik Kvjat lett, ezzel csapata és saját maga első dobogós helyét szerezte meg a szezonban.
Oroszországban a kvalifikáción a 8. időt érte el, Ricciardo a 6. időt. A rajtot követő 2-es kanyarban nekiment hátulról Vettelnek, majd a 3-asban megint meglökte a németet. A második alkalommal egyenesen a gumifalba lökte Vettelt. Az incidens előtt saját csapattársának is neki ment. A balesettért stop-and-go büntetést kapott, emellett három büntetőpontot is beírtak neki. A versenyt végül a 15. pozícióban fejezte be a két Sauber között.

#### Visszatérés a Toro Rossóhoz (2016-2017)

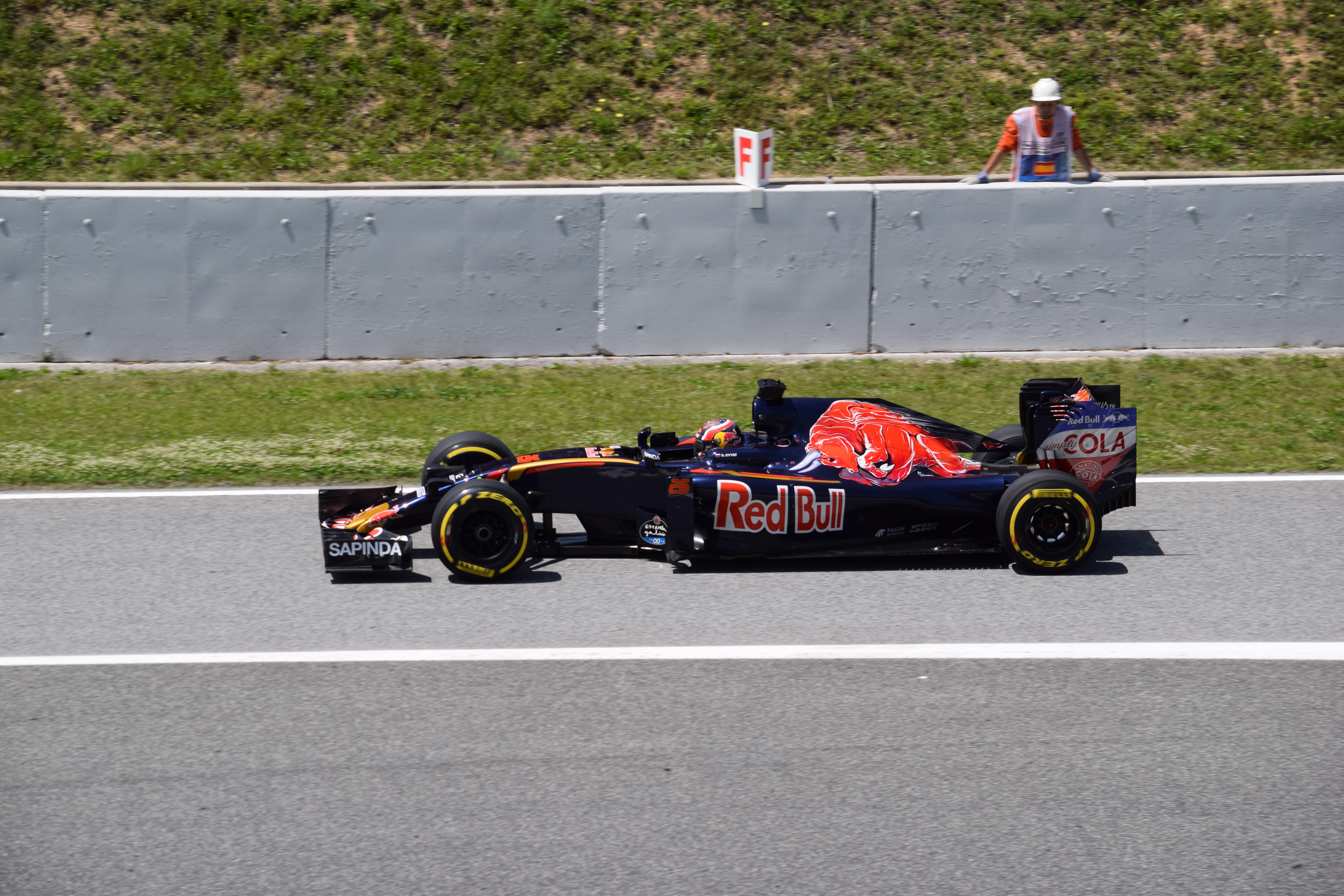
Spanyolországban ismét a Toro Rossóban.

2016. május 5-én bejelentették, hogy Kvjat a Toro Rossóhoz távozik, és a helyére Max Verstappen ül, azaz helyet cserélnek. Azt nem közölték, hogy rövid -vagy hosszútávra szól a csere, majd pár nap múlva kiderült hogy az utóbbi. Spanyolországban a kvalifikáción a 13. időt érte el, Sainz pedig a 8. legjobb időeredményt. A futamot egy kör hátrányban a 10. utolsó pontszerző helyen fejezte be és az 53. körben a verseny leggyorsabb körét futotta meg. Monte-Carlóban az időmérő edzésen a 9. időt érte el, de Kimi Räikkönen autójában sebességváltót kellett cserélni, ezért 5 rajthelyes büntetést kapott. A finn büntetése miatt előre lépett a 8. helyre. Az orosz többször is panaszkodott az autóra. A verseny a biztonsági autó mögött rajtolt, Kvjat a bokszba hajtott a 2. körben új kormánykerékért, az előzőben elromlott az elektronika. Kapott egy kör hátrányt a 8. hely helyett, miután visszatért a pályára. Autója az új kormánytól sem javult meg, a bokszutcában megengedett 60 kilométer pert órás sebességnél nem gyorsult tovább az autója. A 21. körben Kevin Magnussen megelőzte az oroszt, aki úgy támadt vissza, hogy esélye sem volt. A Toro Rosso pilótája többször is megpróbálta megelőzni a Renault dánját, és amikor megunta a sikertelenséget, egyszerűen nekiment. Kvjat azonnal kiesett, Magnussen később a Mirabeau-ban kicsúszott. Az orosz két büntetőpontot is kapott, valamint három rajthelyes büntetést vitt magával a Kanadai Nagydíjra.
Kanadában a kvalifikáción a 13. időt érte el, de a Monacói Nagydíj futamán elkövetett vétségeiért kapott rajtbüntetése miatt az oroszt a 16. rajthelyre sorolták vissza. Az időmérő után kiderült, hogy Sainz autójában váltót cseréltek, ezért a spanyol pilóta öt rajthelyes büntetést kapott. Ez után ismét egy helyet került előrébb a rajtrácson. A versenyt Fernando Alonso mögött a 12. helyen fejezte be. Az európai nagydíjon, amit Bakuban rendeztek meg a kvalifikáción a 7. időt érte el, de mivel Sergio Pérez balesetet szenvedett a harmadik szabadedzés legvégén, ezért autójában sebességváltót kellett cserélni, így öt rajthelyes büntetést kapott. Ennek a büntetésnek köszönhetően előrébb került egy pozícióval. A második körben Max Verstappen megelőzte őt, ezután Valtteri Bottas és Lewis Hamilton is elment mellette. A 6. körben kiállni kényszerült műszaki hiba miatt. Ausztriában a kvalifikáción a 20. legjobb időt érte el, mielőtt az edzés első szakaszában a rázókövön defektet kapott és eltört a felfüggesztése az autónak. A balesetét követően újra kellett építeni az autót, új kasztnit és sebességváltót kapott, ezért a boxutcából kellett rajtolnia. A rajtot követően egy kör elteltével műszaki hiba miatt ki kellett állni a versenyből.
A brit nagydíjon az időmérő edzésen a 15. időt érte el, míg csapattársa Sainz a 8-at. A futamon a 29. körben Sebastian Vettel Kvjatot megelőzve feljött a 10. helyre, végül az utolsó pontszerző 10. helyen ért célba. A magyar nagydíj kvalifikációján a 12. időt érte el. A verseny 28. körében áthajtásos büntetést kapott, amiért a boksz bejáratánál átlépte a megengedett sebességhatárt. A 16. helyen intették le egy kör hátrányban a győztes Lewis Hamiltonhoz képest. Belgiumban az időmérő edzésen a 19. időt érte el. A futam 17 körében a 9. helyen haladt, majd Sebastian Vettel megelőzte őt. A versenyt Romain Grosjean mögött a 14. helyen fejezte be. A szezon közben menesztették a Torro Rossotól , és a helyére Brendon Hartleyt szerződtették.

#### Ferrari (2018)
2018. január 10-én a Ferrari bejelentette, hogy szerződtette az istállóhoz, mint fejlesztőpilóta.

#### Ismét a Toro Rossonál (2019)
A Toro Rosso 2018. szeptember 29-én bejelentette, hogy Kvjat ismét lehetőséget kap a csapatnál a 2019-es szezonban. A német nagydíjon Kvjat megszerezte csapatának a szezonbeli első pódiumát, amikor a 3. helyen ért célba.

## Eredményei

### Teljes Eurocup Formula Renault 2.0 eredménysorozata
(Táblázat értelmezése)

(Félkövér: pole-pozícióból indult; dőlt: leggyorsabb kört futott) 

| Év   | Csapat              | 1        | 2       | 3       | 4       | 5       | 6        | 7       | 8        | 9        | 10      | 11      | 12      | 13      | 14       | 15       | 16      | Helyezés | Pont |
| ---- | ------------------- | -------- | ------- | ------- | ------- | ------- | -------- | ------- | -------- | -------- | ------- | ------- | ------- | ------- | -------- | -------- | ------- | -------- | ---- |
| 2010 | Koiranen Motorsport | ARA 1    | ARA 2   | SPA 1   | SPA 2   | BRN 1   | BRN 2    | MAG 1   | MAG 2    | HUN 1    | HUN 2   | HOC 1   | HOC 2   | SIL 1   | SIL 2    | CAT 1 18 | CAT 2 8 | HN       | 0    |
| 2011 | Koiranen Motorsport | ARA 1 Ki | ARA 2 5 | SPA 1 4 | SPA 2 1 | NÜR 1 7 | NÜR 2 1  | HUN 1 3 | HUN 2 11 | SIL 1 8  | SIL 2 5 | LEC 1 2 | LEC 2 3 | CAT 1 3 | CAT 2 Ki |          |         | 3.       | 155  |
| 2012 | Koiranen Motorsport | ARA 1    | ARA 2 1 | SPA 1 4 | SPA 2 1 | NÜR 1 5 | NÜR 2 22 | MSC 1   | MSC 2 1  | HUN 1 Ki | HUN 2 1 | LEC 1 2 | LEC 2 1 | CAT 1 3 | CAT 2 8  |          |         | 2.       | 234  |

### Teljes Toyota Racing Series eredménysorozata
| Év   | Csapat              | TER | TER | TER | TIM | TIM | TIM | HMP | HMP | HMP | MAN | MAN | MAN | TAU | TAU | TAU | Helyezés | Pont |
| ---- | ------------------- | --- | --- | --- | --- | --- | --- | --- | --- | --- | --- | --- | --- | --- | --- | --- | -------- | ---- |
| 2011 | Vicory Motor Racing | 3   | Ki  | 6   | 13  | 7   | 5   | 2   | 7   | 2   | 1   | 3   | 2   |     |     |     | 5.       | 600  |

### Teljes GP3-as eredménysorozata
| Év   | Csapat   | 1          | 2          | 3         | 4         | 5         | 6         | 7          | 8          | 9         | 10        | 11        | 12        | 13        | 14        | 15        | 16        | Helyezés | Pont |
| ---- | -------- | ---------- | ---------- | --------- | --------- | --------- | --------- | ---------- | ---------- | --------- | --------- | --------- | --------- | --------- | --------- | --------- | --------- | -------- | ---- |
| 2013 | MW Arden | ESP FEA 20 | ESP SPR Ki | EUR FEA 4 | EUR SPR 5 | GBR FEA 4 | GBR SPR 4 | GER FEA Ki | GER SPR 16 | HUN FEA 3 | HUN SPR 7 | BEL FEA 1 | BEL SPR 6 | ITA FEA 1 | ITA SPR 2 | UAE FEA 1 | UAE SPR 5 | 1.       | 168  |

### Teljes Formula–1-es eredménysorozata
(Táblázat értelmezése)

(Félkövér: pole-pozícióból indult; dőlt: leggyorsabb kört futott) 

| Év   | Csapat      | 1       | 2      | 3      | 4      | 5      | 6       | 7      | 8      | 9      | 10     | 11     | 12     | 13     | 14     | 15     | 16     | 17     | 18     | 19     | 20     | 21     | Helyezés | Pont |
| ---- | ----------- | ------- | ------ | ------ | ------ | ------ | ------- | ------ | ------ | ------ | ------ | ------ | ------ | ------ | ------ | ------ | ------ | ------ | ------ | ------ | ------ | ------ | -------- | ---- |
| 2013 | Toro Rosso  | AUS     | MAL    | CHN    | BHR    | ESP    | MON     | CAN    | GBR    | GER    | HUN    | BEL    | ITA    | SIN    | KOR    | JPN    | IND    | UAE    | USA Tp | BRA Tp |        |        | -        | -    |
| 2014 | Toro Rosso  | AUS 9   | MAL 10 | BHR 11 | CHN 10 | ESP 14 | MON Ki  | CAN Ki | AUT Ki | GBR 9  | GER Ki | HUN 14 | BEL 9  | ITA 11 | SIN 14 | JPN 11 | RUS 14 | USA 15 | BRA 11 | UAE Ki |        |        | 15.      | 8    |
| 2015 | Red Bull    | AUS Ni  | MAL 9  | CHN Ki | BHR 9  | ESP 10 | MON 4   | CAN 9  | AUT 12 | GBR 6  | HUN 2  | BEL 4  | ITA 10 | SIN 6  | JPN 13 | RUS 5  | USA Ki | MEX 4  | BRA 7  | UAE 10 |        |        | 7.       | 95   |
| 2016 | Red Bull    | AUS Ni  | BHR 7  | CHN 3  | RUS 15 |        |         |        |        |        |        |        |        |        |        |        |        |        |        |        |        |        | 14.      | 25   |
| 2016 | Toro Rosso  |         |        |        |        | ESP 10 | MON Ki  | CAN 12 | EUR Ki | AUT Ki | GBR 10 | HUN 16 | GER 15 | BEL 14 | ITA Ki | SIN 9  | MAL 14 | JPN 13 | USA 11 | MEX 18 | BRA 13 | UAE Ki | 14.      | 25   |
| 2017 | Toro Rosso  | AUS 9   | CHN Ki | BHR 12 | RUS 12 | ESP 9  | MON 14† | CAN Ki | AZE Ki | AUT 16 | GBR 15 | HUN 11 | BEL 12 | ITA 12 | SIN Ki | MAL    | JPN    | USA 10 | MEX    | BRA    | UAE    |        | 19.      | 5    |
| 2019 | Toro Rosso  | AUS 10  | BHR 12 | CHN Ki | AZE Ki | ESP 9  | MON 7   | CAN 10 | FRA 14 | AUT 17 | GBR 9  | GER 3  | HUN 15 | BEL 7  | ITA Ki | SIN 15 | RUS 12 | JPN 10 | MEX 11 | USA 12 | BRA 10 | UAE 9  | 13.      | 37   |
| 2020 | Alpha Tauri | AUT 12† | STY 10 | HUN 12 | GBR Ki | 70 10  | ESP 12  | BEL 11 | ITA 9  | TOS 7  | RUS 8  | EIF 15 | POR 19 | EMI 4  | TUR 12 | BHR 11 | SAK 7  | UAE 11 |        |        |        |        | 14.      | 32   |

† A versenyt nem fejezte be, de helyezését értékelték, mert a versenytáv több, mint 90%-át teljesítette.
Megjegyzés: 2014-ben a szezonzáró nagydíjon dupla pontokat osztottak.